# Jennifer Granholm
Jennifer Granholm (Vancouver; 5 de febrero de 1959) es una abogada y política canado-estadounidense. Fue secretaria de Energía de los Estados Unidos desde el 25 de febrero de 2021 hasta el 20 de enero de 2025 bajo la presidencia de Joe Biden.

## Trayectoria
Se desempeñó como fiscal general de Míchigan, de 1999 a 2003.
Es miembro del Partido Demócrata y se convirtió en la primera mujer que ocupó el cargo de gobernadora de Míchigan el 1 de enero de 2003. Fue reelegida para el cargo el 7 de noviembre de 2006. Culminó su periodo el 1 de enero de 2011.

## Posiciones políticas
Políticamente centrista, Granholm se unió a un lobby pro-israelí formado por figuras destacadas del Partido Demócrata en 2019.